# Fluspirilene
Il fluspirilene (nella fase sperimentale conosciuto anche con la sigla R 6218) è un antipsicotico difenilbutilpiperidinico, a lunga durata d'azione. Il farmaco ha azione simile a quella di altri derivati difenilbutilpiperidinici (ad esempio penfluridolo o pimozide) e proprietà simili a quelle delle fenotiazine.

## Chimica
Fluspirilene può essere sintetizzato a partire da benzil-piperidone e anilina

## Farmacodinamica
Fluspirilene è dotato di importanti effetti antiallucinatori, antideliranti e antiautistici. In corso di trattamento con il composto migliorano il comportamento generale, le attività ed il contatto sociale. Somministrato per via intramuscolare profonda, il fluspirilene ha un'azione molto prolungata nel tempo (dai 5 ai 15 giorni). Tale lunga durata viene attribuita a un lento assorbimento dal sito di iniezione, che si associa ad una bassa percentuale di eliminazione dal cervello.

Similmente ad altri neurolettici, il meccanismo di azione del farmaco si basa sulla inibizione selettiva dei recettori della dopamina D2 in particolare nei neuroni dopaminergici delle zone sottocorticale del cervello.

## Farmacocinetica
Dopo iniezione intramuscolare di una sospensione acquosa microcristallina, fluspirilene viene assorbito lentamente. Livelli ematici dosabili compaiono quattro ore dopo l'iniezione.

Nell'organismo fluspirilene viene rapidamente metabolizzato in un derivato N-dealchilato attivo, l'acido 4,4-bis(4-fluorofenil) butirrico, che viene successivamente escreto nelle urine. Il legame con le proteine plasmatiche è pari al 97% circa. L'emivita plasmatica del fluspirilene risulta approssimativamente di tre settimane. Meno del 50% del farmaco viene eliminato nel giro di 7 giorni.

## Tossicologia
Nel topo la DL50 per intramuscolo è pari a 146 ± 14 mg/kg peso corporeo.

## Usi clinici
Il fluspirilene è indicato nel trattamento di patologie di natura psicotica: schizofrenie, depressioni di tipo paranoico o fobico-maniacale con comportamento iperirritabile. Nei soggetti ansiosi il farmaco si è dimostrato efficace come trattamento di lunga durata, ma gravato da frequenti disturbi di tipo distonico.

## Effetti collaterali e indesiderati
Tra gli effetti avversi che si verificano con maggiore frequenza si segnalano i sintomi di tipo extrapiramidale: tremore, rigidità, ipersalivazione, bradicinesia, acatisia, distonia acuta.

In alcuni soggetti in trattamento protratto nel tempo può verificarsi una discinesia tardiva. Questa sindrome si caratterizza principalmente per i movimenti ritmici involontari della lingua, del viso, della bocca o della mandibola.

Fluspirilene è stato associato alla possibilità di sviluppo della sindrome neurolettica maligna: una sindrome idiosincratica caratterizzata da ipertermia (un segno in genere precoce), rigidità muscolare generalizzata, instabilità autonomica, alterazioni cognitive e della coscienza.

Altri effetti avversi comprendono disturbi neurologici (insonnia, cefalea, vertigini, sonnolenza, agitazione psicomotoria, ansia, alterazione dell'elettroencefalogramma (EEG), attività epilettiforme e convulsioni) ed endocrini: iperprolattinemia cui può associarsi galattorrea, ginecomastia e oligomenorrea oppure amenorrea.
Nel sito di iniezione sono stati segnalati noduli sottocutanei che tendono a formarsi, in particolare, nei pazienti trattati con dosi elevate e per lunghi periodi tempo. Questi noduli tendono a scomparire quando si cessa il trattamento. Tuttavia in letteratura medica sono segnalati casi di necrosi tossica secondaria alle iniezioni intramuscolari.

## Controindicazioni
Il composto è controindicato nei soggetti con ipersensibilità individuale accertata verso il principio attivo oppure ai derivati difenilbutilpiperidici o uno degli eccipienti della formulazione farmacologica. È inoltre controindicato nelle situazioni di depressione del sistema nervoso centrale (ad esempio negli stati comatosi), nella sindrome depressiva, e nella malattia di Parkinson.

## Dosi terapeutiche
Nel trattamento della schizofrenia il fluspirilene si somministra per via intramuscolare profonda in dosi iniziali di 2 mg alla settimana da aumentare, se necessario, di 2 mg ogni sette giorni, fino alla comparsa di una risposta adeguata.
 
La dose di mantenimento è generalmente compresa tra 2 e 8 mg alla settimana. La dose massima è di 20 mg alla settimana. Nei soggetti anziani vanno somministrati dosaggi ridotti.

## Avvertenze
I soggetti anziani sono particolarmente suscettibili nello sviluppare effetti extrapiramidali.

Nei pazienti con insufficienza epatica è necessario prestare particolare attenzione durante il trattamento.